# Bundesautobahn 80
Pour les articles homonymes, voir A80.
La Bundesautobahn 80 est le nom d'un projet de Bundesautobahn dans les Länder de Rhénanie-Palatinat, de Bade-Wurtemberg et de Bavière.